# Kanton Fort-de-France-7
Kanton Fort-de-France-7 (francouzsky Canton de Fort-de-France-7) byl francouzský kanton v departementu Martinik v regionu Martinik. Tvořila ho část obce Fort-de-France. Zrušen byl v roce 2015.